# Betty Furness
Betty Furness (ur. 3 stycznia 1916, zm. 2 kwietnia 1994) – amerykańska aktorka filmowa.

## Filmografia
- 1932: Renegades of the West jako Mary Fawcett
- 1933: Karioka jako przyjaciółka Belinhi
- 1934: Beggars in Ermine jako Joyce Dawson
- 1936: Lekkoduch jako Margaret Watson
- 1937: Więzy miłości jako Lucy
- 1939: North of Shanghai jako Helen Warner
- 1957: Twarz w tłumie cameo

## Wyróżnienia
Została uhonorowana nagrodą Peabody'ego, a także posiada dwie gwiazdy na Hollywoodzkiej Alei Gwiazd.